# Новый Юрт (Марий Эл)
 Новый Юрт (мар. Усурт) — деревня в Моркинском районе Республики Марий Эл. Входит в состав Шиньшинского сельского поселения.

## География
Находится в юго-восточной части республики Марий Эл на расстоянии приблизительно 19 км по прямой на восток от районного центра посёлка Морки.

## История
Основана с 1834 году выходцем из села Шиньша. В 1872 году здесь (околоток Новый Юрт) насчитывалось 7 дворов. В начале XX века уже в починке Новый Юрт находилось 11 дворов, проживал 71 человек. В 1959 году в деревне Новый Юрт проживали 147 человек, большинство мари, в 1980 году 32 хозяйства, 153 человек. В 2003 году здесь было отмечено 31 хозяйство. В советские времена работали колхозы «15 лет Октября», им. Ленина, им. Вахитова, позже ООО «Нива».

## Население
Население составляло 118 человек (мари 97 %) в 2002 году, 99 в 2010.